# 소엽풀
소엽풀(Limnophila aromatica)은 제주도의 논밭이나 습지에 나는 한해살이풀로 높이 20-25cm이다. 향기가 있고, 줄기에 털이 없으며, 가지는 거의 갈라지지 않는다. 잎은 마주나거나 3장씩 윤생한다. 잎자루는 없고, 긴 타원형, 길이 1.5-3cm, 폭 3-7(10)mm, 뒷면에 선점이 있으며, 가장자리에 둔하고 낮은 톱니가 있다. 꽃은 황백색, 윗부분의 잎겨드랑이에 1송이씩 달리고, 꽃자루의 길이 7-15mm, 작은
포가 있다. 꽃받침은 길이 5-7mm, 화관은 길이 10mm이다. 열매는 삭과로 넓은 난형이며 형태가 차즈기와 같고 향기가 강하다.